# Omer Mehmedović
Omer Mehmedović (* 19. Februar 2000 in Gračanica) ist ein bosnischer Handballspieler.

## Karriere
Mehmedović begann in seiner Jugend bei RK Gračanica Handball zu spielen. 2017 wurde er, vom Sportverband der Stadt Gračanica, als bester Spieler in der Altersstufe der Junioren ausgezeichnet. Ab der Saison 2019/20 lief der Rückraumspieler dann für die erste Mannschaft seines Jugendvereines auf. Für die Saison 2020/21 wurde Mehmedović, vom Sportverband der Stadt Gračanica, als bester Spieler ausgezeichnet. 2019/20, 2020/21 und 2022/23 lief der Rechtshänder für RK Gračanica im EHF European Cup auf.
Für die Saison 2024/25 wurde Mehmedović von der HSG Bärnbach/Köflach verpflichtet.

## Erfolge
- RK Gračanica
  - 1× Sportler des Jahres (Stadt Gračanica) 2020/21